# Geschützter Landschaftsbestandteil Ziegentempel
Der Geschützte Landschaftsbestandteil Ziegentempel mit einer Flächengröße von 0,48 ha liegt nordwestlich von Rösenbeck im Stadtgebiet von Brilon. Das Gebiet wurde 2001 mit dem Landschaftsplan Hoppecketal durch den Kreistag des Hochsauerlandkreises als Geschützter Landschaftsbestandteil (LB) ausgewiesen. Der LB ist umgeben vom Landschaftsschutzgebiet Freiflächen Thülener Bruch / Schwarzes Haupt / Rösenbeck. Nur im Süden grenzt das Naturschutzgebiet Hollenloch an.

## Beschreibung
Der Landschaftsplan führt zum LB aus: „Der westliche Teil dieses Feldgehölzes setzt sich aus einem lückigen kleinen Baumbestand zusammen (im Westen Buche, Esche, Eiche), der von einem relativ dichten Kranz aus Schlehen und anderen (Dorn-) Sträuchern umgeben ist. Hier treten auch einige Kalkklippen zu Tage. Im Osten sind kaum noch Straucharten vorhanden; hier bilden im Wesentlichen Ebereschen, Eichen und Eschen einen lockeren Baumbestand, dessen zeitweise Beweidung bisher keine erkennbar größeren Schäden an der Vegetation verursacht hat.“

## Schutzzweck
Der Landschaftsplan dokumentiert zum Schutzzweck:
„Als geschützte Landschaftsbestandteile werden Teile von Natur und Landschaft festgesetzt, soweit ihr besonderer Schutz
a) zur Sicherstellung der Leistungsfähigkeit des Naturhaushaltes,
b) zur Belebung, Gliederung oder Pflege des Orts- und Landschaftsbildes oder
c) zur Abwehr schädlicher Einwirkungen
erforderlich ist. Der Schutz kann sich in bestimmten Gebieten auf den gesamten Bestand an Bäumen, Hecken oder anderen Landschaftsbestandteilen erstrecken.“
Zu Verboten ist im Landschaftsplan aufgeführt:
„Nach § 34 Abs. 4 LG ist die Beseitigung eines geschützten Landschaftsbestandteils sowie alle Handlungen, die zu einer Zerstörung, Beschädigung oder Veränderung des geschützten Landschaftsbestandteils führen können, verboten.“
Mit dem Landschaftsplan wurde das Gebot erlassen:
„Die Geschützten Landschaftsbestandteile sind durch geeignete Pflegemaßnahmen zu erhalten, solange der dafür erforderliche Aufwand in Abwägung mit ihrer jeweiligen Bedeutung für Natur und Landschaft gerechtfertigt ist.“